# Devin Grayson
Devin Kalile Grayson é uma romancista e roteirista de histórias em quadrinhos. Ela é mais conhecida por ter escrito Nightwing e Novos Titãs.